# Renatus Profuturus Frigeridus
Renatus Profuturus Frigeridus war ein spätantiker römischer Historiker, der sehr wahrscheinlich in der zweiten Hälfte des 5. Jahrhunderts lebte.

## Leben
Über das Leben des Renatus Profuturus Frigeridus ist außer der Tatsache, dass er anscheinend Ende des 5. Jahrhunderts lebte und ein Geschichtswerk verfasste, nichts Genaues bekannt. Eine Verwandtschaft mit ähnlichen Namensträgern (wie zwei Militärs namens Profuturus und/oder Frigeridus im späten 4. Jahrhundert) ist zwar möglich, aber keineswegs gesichert; ebenso ist eine Nachbenennung vorstellbar. Über seinen Hintergrund kann daher nur spekuliert werden. Naheliegend ist jedoch die Annahme, dass Frigeridus der zivilen oder militärischen spätrömischen Führungsschicht angehörte.

## Werk
Frigeridus verfasste ein klassizistisches Geschichtswerk in lateinischer Sprache, das mindestens zwölf Bücher umfasste und, wie der Name Historiae (Historien) bereits andeutet, der Zeitgeschichte gewidmet war. Es begann vermutlich im frühen 5. Jahrhundert (eventuell mit dem Rheinübergang von 406) und endete mutmaßlich mit dem Tod des Flavius Aëtius 454.
Das Werk ist nicht erhalten. Allerdings wurde es von dem im 6. Jahrhundert lebenden Bischof und Geschichtsschreiber Gregor von Tours benutzt, der mindestens zweimal relativ ausführlich daraus zitierte. Das erste Zitat beinhaltet eine sehr vorteilhafte Charakterskizze des Aëtius, die Gregor offenbar wörtlich aus Frigeridus entnommen hat, da unter anderem die Divinisierung des weströmischen Kaisers Flavius Honorius erwähnt wird. In der Forschung wird auf die Ähnlichkeit mit den Lobpreisungen des Flavius Merobaudes hingewiesen. Frigeridus orientierte sich hierbei wohl an Musterbeispielen der klassischen lateinischen Literatur, die im spätantiken Rhetorikunterricht gebräuchlich waren.
Im zweiten bei Gregor ausdrücklich zitierten Abschnitt geht Frigeridus auf den Rheinübergang von 406 ein und schildert die Kämpfe zwischen Vandalen und fränkischen Foederaten, die sich den Angreifern entgegenstellten, bevor die Alanen unter Respendial den Vandalen zu Hilfe kamen. Phillip Wynn hat vor einigen Jahren eine neue Interpretation dieser Stelle vorgeschlagen: Da Frigeridus diese Episode Gregor zufolge im Kontext der Plünderung Roms von 410 erzählte, sei dieses Ereignis ebenfalls in das Jahr 410 und nicht an den Rhein, sondern nach Hispanien zu verlegen. Wynns Ansicht nach handelte es sich aufgrund der Namensform in manchen Handschriften bei den Alanen zudem um „Alamannen“ (bzw. möglicherweise Sueben). In der Forschung ist Wynns These allerdings umstritten und wird bisher eher abgelehnt. Im selben Textabschnitt bei Gregor wird Frigeridus auch noch hinsichtlich der Usurpation Konstantins III. in dieser Zeit zitiert.
Frigeridus war wahrscheinlich ein christlicher Autor. Sein Werk diente Gregor anscheinend neben der ebenfalls nicht erhaltenen Historia des Sulpicius Alexander als eine wichtige Quelle für die Frühgeschichte der Franken und speziell für die Geschehnisse im Westen des Römischen Reichs. Es ist möglich, dass Frigeridus das Werk des Sulpicius Alexander fortsetzte. Beide Werke standen offenbar in der Tradition der klassischen lateinischen Geschichtsschreibung und weisen (wie das große Werk des Ammianus Marcellinus) auf eine letzte Phase der spätantiken lateinischen Geschichtsschreibung hin, die bald darauf abbrach. Frigeridus wurde in der Forschung unterschiedlich charakterisiert, etwa in der Nachfolge des Ammianus stehend oder eher als gallo-römischer Lokalhistoriker. Es spricht insgesamt mehr für die erstere Position, schon aufgrund des Umfang des Werks; der starke Bezug auf Gallien in den Fragmenten mag zudem Gregors Interesse für die diesbezüglichen Ereignisse geschuldet sein. Sulpicius Alexander und Frigeridus dürften in gewisser Weise Gregor beeinflusst haben, in dessen Historien starke Einflüsse der spätantiken Profangeschichtsschreibung erkennbar sind.

## Ausgaben
- Gregor von Tours: Zehn Bücher Geschichten. Auf Grund der Übersetzung Wilhelm Giesebrechts neu bearbeitet von Rudolf Buchner. Band 1 (von 2). Wissenschaftliche Buchgesellschaft, Darmstadt 1955/1956, S. 78–89 (mit den entsprechenden Textpassagen im zweiten Buch Gregors: 2, 8 und 2, 9).
- Lieve Van Hoof, Peter Van Nuffelen (Hrsg./Übers.): The Fragmentary Latin Histories of Late Antiquity (AD 300–620). Edition, Translation and Commentary. Cambridge University Press, Cambridge 2020, S. 99 ff.